# Rachel Brice
Rachel Brice (Seattle, 15 giugno 1972) è una ballerina e coreografa statunitense.

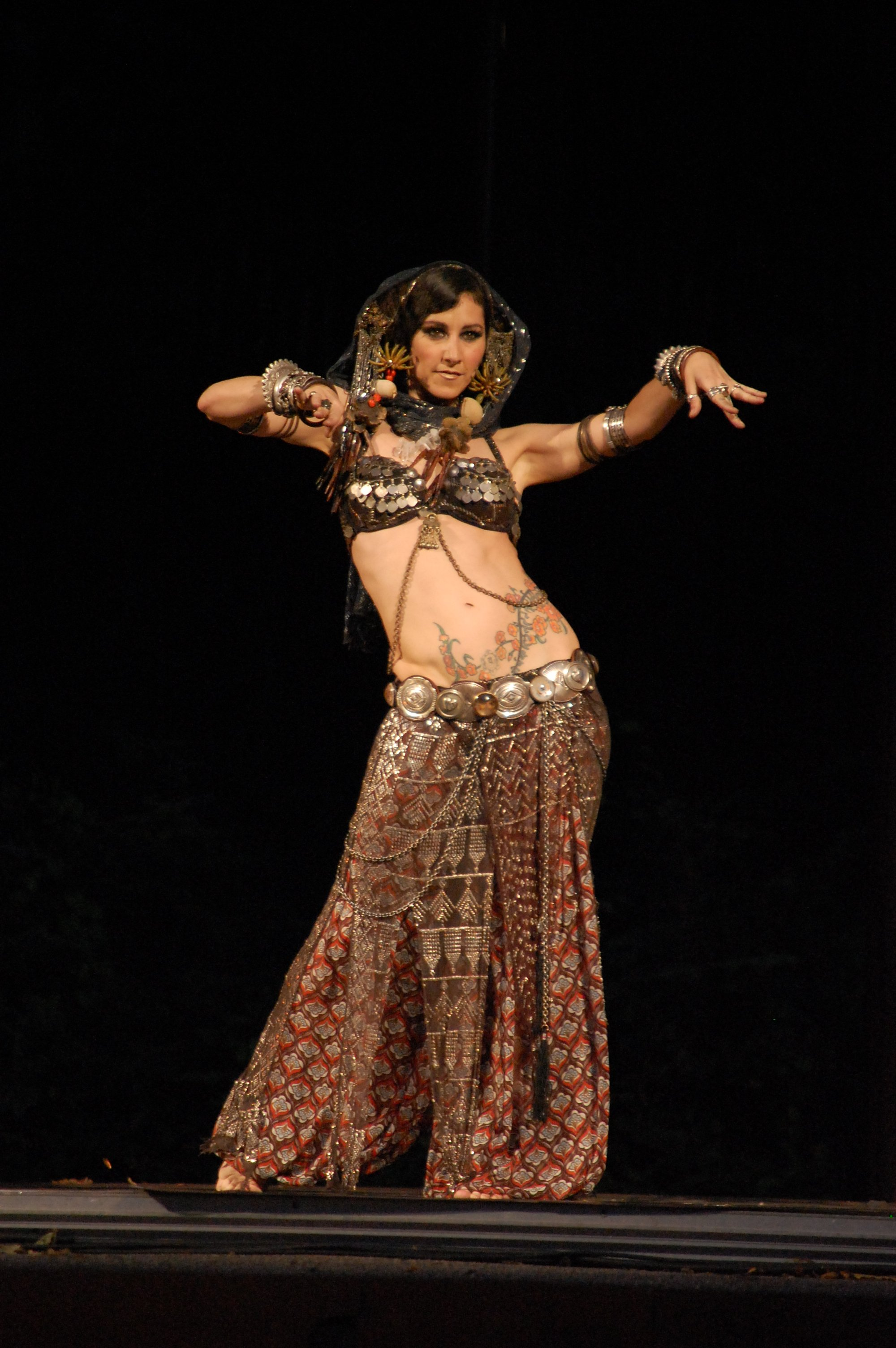
Rachel Brice al Tribal Umrah Festival a Rennes, Francia (agosto 2012)

Ha lavorato come ballerina specializzandosi in American Tribal Style Belly Dance, che derivava dallo stile della danza del ventre.

## Biografia
Rachel Brice è nata il 15 giugno 1972 a Seattle, Washington, e si è laureata alla San Francisco State University. Rachel Brice ha imparato lo yoga e la danza del ventre all'età di 17 anni. Ha scoperto il mondo della danza nel 1988 mentre guardava Hahbi'Ru esibirsi alla Renaissance Faire nella Carolina del Nord e ha imparato la danza del ventre da Atesh, direttore dell'Atesh Dance Troupe. Rachel Brice ha praticato yoga per un certo periodo prima di insegnare yoga nel 1996 con l'aiuto dell'insegnante di yoga Erich Schiffmann.
Rachel Brice è una ballerina dal 1999 e nei primi anni 2000 prenderà lezioni di danza del ventre da Carolena Nericcio e Jill Parker. Assunta dal produttore discografico Miles Copeland III nel 2001, si è esibita e in tour con Belly Dance Superstars, una compagnia di danza del ventre formata a San Francisco, in California, nel 2002. Ha anche creato un DVD di danza del ventre per i suoi allenamenti e le sue esibizioni e ha pubblicato un CD musicale serie dei brani utilizzati nelle esibizioni.
Nel 2003 ha fondato la Indigo Belly Dance Company, una compagnia di danza del ventre con sede a San Francisco, e ha eseguito spettacoli di danza del ventre in stile tribale americano derivati dallo stile di danza del ventre. Oltre a pubblicare video didattici incentrati su yoga e danza del ventre, ha tenuto seminari negli Stati Uniti, in Europa, in Asia e in Australia. Ha anche fondato lo Studio Datura a Portland, Oregon, e ha iniziato un approccio 8 Elements alla danza del ventre. Nel 2012 ha fondato "Datura Online", uno studio di lezioni online di yoga e danza del ventre.

## Elenco delle opere

### Video di esibizione
- Bellydance Superstars Live in Paris: Folies Bergere
- Bellydance Superstars Solos in Monte Carlo
- Bellydance Superstars

### Video educativo
- Tribal Fusion: Yoga, Isolations and Drills a Practice Companion with Rachel Brice
- Rachel Brice: Belly Dance Arms and Posture
- Serpentine: Belly Dance with Rachel Brice (DVD, video)